# Ancistrocerus ferghanicus
Ancistrocerus ferghanicus är en stekelart som beskrevs av Blüthgen 1955. Ancistrocerus ferghanicus ingår i släktet murargetingar, och familjen Eumenidae. Inga underarter finns listade i Catalogue of Life.